# François Neuens
François Neuens, né le 6 septembre 1912 à Gonderange et mort le 24 avril 1985 à Wiltz, est un coureur cycliste luxembourgeois. 
Professionnel entre 1937 et 1945, il a été champion du Luxembourg sur route en catégorie indépendants en 1937 et a remporté deux étapes du Tour de France 1939 : la 12e étape secteur a entre Marseille et Saint-Raphaël et la 17e étape secteur a entre Annecy et Dole.

## Palmarès
- 1936
  - 2e du championnat du Luxembourg sur route amateurs
- 1937
  -  Champion du Luxembourg indépendants
- 1938
  - Nancy-Luxembourg
  - Tour du lac Léman
  - 7e étape du Tour de Suisse
- 1939
  - 12ea et 17ea étape du Tour de France
- 1941
  - Tour de Hockenheim
  - Écharpe d'Or Torpédo
- 1942
  - Tour de Luxembourg :
    - Classement général
    - 1re, 2e, 3e et 4e étapes
- 1943
  - Tour de Luxembourg :
    - Classement général
    - 1re et 2e étapes

  - 1rea, 1reb, 2ea et 2eb étapes des Trois Jours d'Esch

## Résultats sur le Tour de France
Ses classements dans les 3 participations du Tour de France:
- 1937 : 38e
- 1938 : 37e
- 1939 : 43e, vainqueur des 12ea et 17ea étapes